# Hilshire Village
Hilshire Village es una ciudad ubicada en el condado de Harris en el estado estadounidense de Texas. En el Censo de 2010 tenía una población de 746 habitantes y una densidad poblacional de 1.070,75 personas por km².

## Geografía
Hilshire Village se encuentra ubicada en las coordenadas 29°47′27″N 95°29′19″O / 29.79083, -95.48861. Según la Oficina del Censo de los Estados Unidos, Hilshire Village tiene una superficie total de 0.7 km², de la cual 0.7 km² corresponden a tierra firme y (0%) 0 km² es agua.

## Demografía
Según el censo de 2010, había 746 personas residiendo en Hilshire Village. La densidad de población era de 1.070,75 hab./km². De los 746 habitantes, Hilshire Village estaba compuesto por el 89.68% blancos, el 0.27% eran afroamericanos, el 0.27% eran amerindios, el 5.63% eran asiáticos, el 0% eran isleños del Pacífico, el 1.21% eran de otras razas y el 2.95% pertenecían a dos o más razas. Del total de la población el 6.57% eran hispanos o latinos de cualquier raza.

## Transporte
La Autoridad Metropolitana de Tránsito del Condado de Harris (METRO) gestiona servicios de transporte.

## Educación
El Distrito Escolar Independiente de Spring Branch gestiona escuelas públicas.
La Biblioteca Pública del Condado de Harris gestiona la Biblioteca Sucursal Spring Branch Memorial en Hedwig Village.